# Nicolás Fusco Sansone
Nicolás Fusco Sansone (Montevideo, 3 de octubre de 1904 - 27 de noviembre de 1969) fue un escritor y docente uruguayo.

## Biografía
Sus padres fueron Nicolás Fusco y Elisabet Sansone. Desde muy joven comenzó a contribuir con artículos y escritos para los diarios Pegaso, Boletín de Teseo y La Cruz del Sur y con 23 años editó la revista El Camino. A partir de 1925 fue periodista del diario El Día, participante particularmente en el suplemento dominical.
Fue docente de Literatura y Filosofía a nivel de educación secundaria desde 1932 hasta 1965.
Realizó estudios sobre Francisco Acuña de Figueroa y  Bartolomé Hidalgo, además de concretar una Antología y crítica de la literatura uruguaya en 1940.
Fue Subdirector de la Biblioteca Nacional de Uruguay desde 1945 hasta el momento de su fallecimiento en 1969 a causa de un síncope cardíaco.
Una calle en el barrio montevideano Peñarol lo recuerda y conmemora.

## Obras

### Novelas
- La trompeta de las voces alegres (1925)
- Cuentos para un lector desconocido (1925)
- Los caminos del día (1925)
- No toda la luna es de la luna

### Poesía
- Preguntas de la cabeza sin reposo (1930)
- Presencia de canción (1941)

### Teatro
- Cárcel del tiempo : tres jornadas inspiradas en una vieja leyenda

### Crítica
- Antología y crítica de la literatura uruguaya (1940)